# آغچه‌ریش (چاراویماق)
آغچه‌ریش یکی از روستاهای استان آذربایجان شرقی است که در دهستان چاراویماق شرقی بخش شادیان شهرستان چاراویماق واقع شده‌است.این روستا ۳۸۹ نفر جمعیت دارد.